# (4943) Lac d'Orient
(4943) Lac d'Orient es un asteroide perteneciente al cinturón de asteroides, descubierto el 27 de julio de 1987 por Eric Walter Elst desde el Observatorio de la Alta Provenza, Saint-Michel-l'Observatoire, Francia.

## Designación y nombre
Designado provisionalmente como 1987 OQ. Fue nombrado Lac d'Orient en homenaje al lago Lac d'Orient, situado a unos 20 km al este de la ciudad de Troyes (en el departamento de Aube, Francia), región de gran interés histórico por sus "commanderies" de los Caballeros del Templo. El descubridor pasa alguna que otra temporada de verano para disfrutar de sus vacaciones.

## Características orbitales
Lac d'Orient está situado a una distancia media del Sol de 2,648 ua, pudiendo alejarse hasta 3,114 ua y acercarse hasta 2,181 ua. Su excentricidad es 0,176 y la inclinación orbital 11,97 grados. Emplea 1573 días en completar una órbita alrededor del Sol.

## Características físicas
La magnitud absoluta de Lac d'Orient es 13,1. Tiene 6,439 km de diámetro y su albedo se estima en 0,323.